# Юго-Западный Ачех
Юго-Западный Ачех (индон. Aceh Barat Daya) — округ в провинции Ачех. Административный центр — город Блангпиди.

## История
Округ был выделен в 2002 году из округа Южный Ачех.

## Население
Согласно переписи 2008 года, на территории округа проживало 125 354 человека.

## Административное деление
Округ Юго-Западный Ачех делится на следующие районы:
- Бабах-Рот
- Блангпиди
- Джёмпа
- Куала-Батее
- Лембах-Сабил
- Мангенг
- Сетиа
- Сусох
- Танган-Танган